# Restauration et recristallisation dynamiques
 (janvier 2022).
Si vous disposez d'ouvrages ou d'articles de référence ou si vous connaissez des sites web de qualité traitant du thème abordé ici, merci de compléter l'article en donnant les références utiles à sa vérifiabilité et en les liant à la section « Notes et références ».
Pour les articles homonymes, voir Recristallisation.
La restauration dynamique et la recristallisation dynamique sont des réorganisations de la structure cristalline qui surviennent en cours de déformation dans certaines conditions de température et de vitesse de déformation.

## Présentation
La déformation plastique d'un matériau s'accompagne de la création de dislocations (mécanisme de Frank et Read). Ces dislocations représentent un « stock d'énergie élastique ». Lorsque la température est suffisante, les dislocations deviennent spontanément mobiles et provoquent une réorganisation de la structure des cristaux, en deux étapes : restauration puis recristallisation. La nature des phases ne change pas (celle qui est thermodynamiquement stable), les atomes gardent le même réseau, mais les joints de grain et l'orientation des cristallites changent.
La température à laquelle se produisent ces phénomènes dépend du taux de déformation : plus un matériau est déformé, plus il « stocke » de l'énergie élastique, donc plus la restauration et la recristallisation commenceront « tôt » (à une température plus basse).
Lorsque la vitesse de déformation et la température s'élèvent, ces phénomènes peuvent se produire en cours de déformation.